# The Barbarians
The Barbarians var ett amerikanskt garagerockband från Massachusetts, aktivt mellan 1964 och 1966. De hade två mindre hitar, "Are You a Boy or Are You a Girl" och "Moulty".
Bandets enda album, Are You a Boy or Are You a Girl, gavs ut 1965 och bestod till största delen av covers. 
Trummisen i bandet, Victor "Moulty" Moulton, saknade efter en olycka som 14-åring en hand och använde en protes i form av en krok. I "Moulty" berättade han självbiografiskt om hur han kommit över sitt handikapp.

## Diskografi
Album
- 1966 – Are You a Boy Or Are You a Girl

Singlar
- 1964 – "Hey Little Bird" / "You've Got to Understand"
- 1965 – "Are You a Boy Or Are You a Girl" / "Take It Or Leave It"
- 1965 – "What the New Breed Say" / "Susie-Q"
- 1966 – "Moulty" / "I'll Keep on Seeing You"